# Johannesgatan

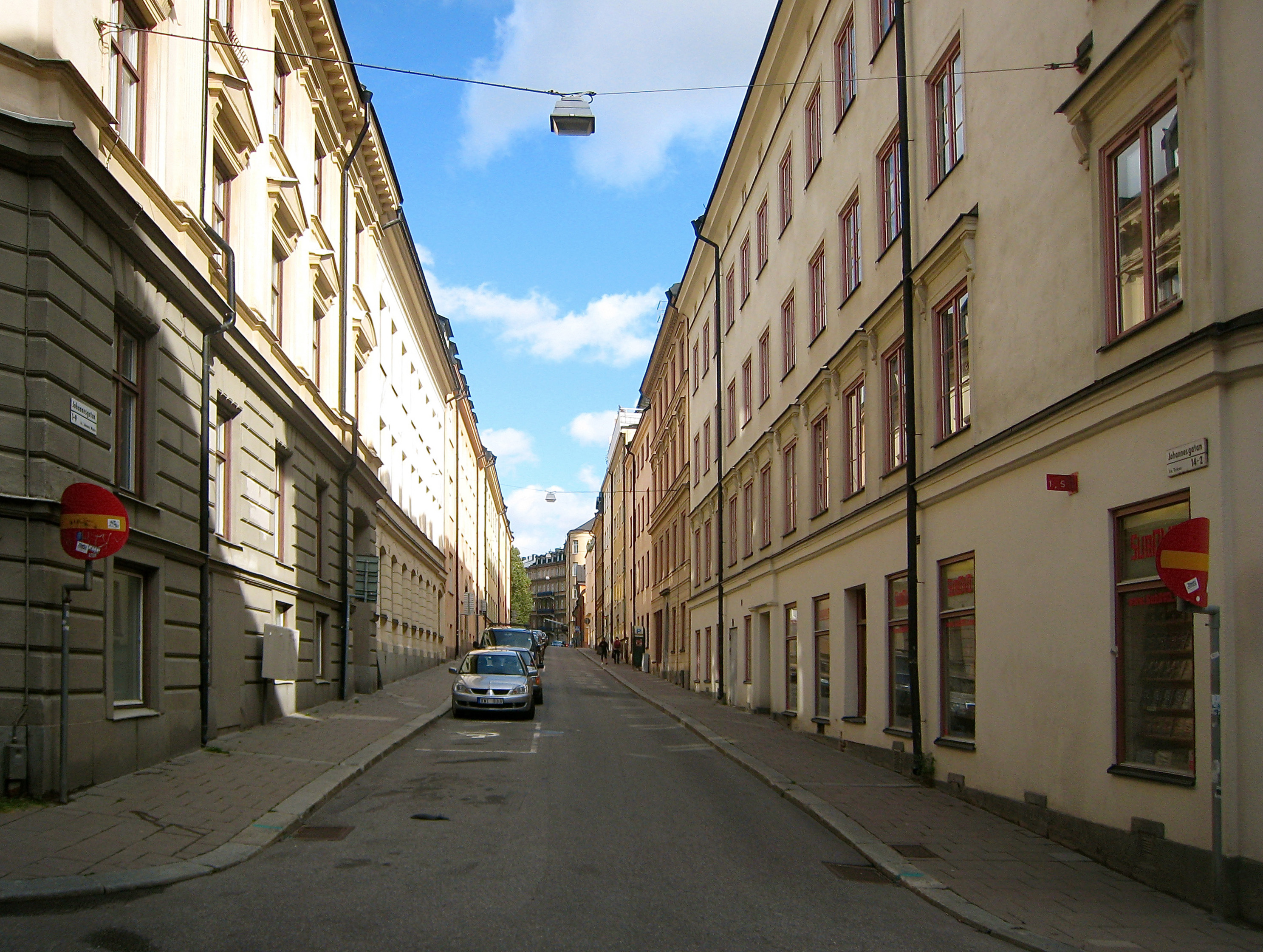
Johannesgatan sedd från David Bagares gata

Johannesgatan är en gata i stadsdelen Norrmalm i Stockholm som sträcker sig på S:t Johannes kyrkas östra sida från Kammakargatan i norr till David Bagares gata i söder.
Tidigare namn är bland annat Nya Kyrkogårdsgränden (1667), S:t Johannes Kyrkogata (1672), S:t Johannes Östra Kyrkogata och Johannis Östra Kryko Gata (1806). Vid Namnrevisionen i Stockholm 1885 fick gatan sitt nuvarande namn.
Några intressanta byggnader längs Johannesgatan är Drottninghuset på Johannesgatan 16, ursprungligen en så kallad barmhärtighetsinrättning, grundades 1687 på initiativ av drottning Ulrika Eleonora och ritades av arkitekten Mathias Spieler. Längs Johannesgatan 20-28 ligger de de Champska husen som uppfördes på 1870-talet åt Charles Eugène de Champs.  Den privata flickskolan Brummerska skolan grundades 1882 av Eugénie Brummer och flyttade 1897 till Johannesgatan 18 i en nybyggd skolbyggnad. Idag inrymmer samma byggnad Stockholm International School. Krigsherren Georg Carl von Döbelns sista hem låg vid Johannesgatan. Han dog 1820 och begravdes på Johannes kyrkogård och fick senare ge namn åt Döbelnsgatan på västra sidan av Johannes kyrka.